# Carnivora (classification phylogénétique)
Cette page a pour objet de présenter un arbre phylogénétique des Carnivora (Carnivores), c'est-à-dire un cladogramme mettant en lumière les relations de parenté existant entre leurs différents groupes (ou taxa), telles que les dernières analyses reconnues les proposent. Ce n'est qu'une possibilité, et les principaux débats qui subsistent au sein de la communauté scientifique sont brièvement présentés ci-dessous, avant la bibliographie.

## Arbre phylogénétique
Le cladogramme présenté ici ne possède qu'une valeur indicative. Il n'est pas forcément consensuel, et on peut toujours se référer à la bibliographie au bas de l'article.
Le symbole ▲ renvoie à la partie immédiatement supérieure de l'arbre phylogénétique du vivant. Le signe ► renvoie à la classification phylogénétique du groupe considéré. Tout nœud de l'arbre portant plus de deux branches montre une indétermination de la phylogénie interne du groupe considéré.
Les habitudes typographiques des botanistes et des zoologistes sont différentes. Ici, par commodité de lecture, et certains groupes actuels relevant des deux domaines traditionnels, les noms de taxons supérieurs au genre sont tous écrits en caractères droits, les noms de genres ou d'espèces en italiques.
À la suite d'un taxon, sa période d'apparition, quand elle est connue, peut être indiquée suivant la légende suivante :
(Plé) : Pléistocène ; (Pli) : Pliocène ; (Mio) : Miocène ; (Oli) : Oligocène ; (Éoc) : Éocène ; (Pal) : Paléocène ; (Cré) : Crétacé ; (Jur) : Jurassique ; (Tri) : Trias ; (Per) : Permien ; (Car) : Carbonifère ; (Dév) : Dévonien ; (Sil) : Silurien ; (Ord) : Ordovicien ; (Camb) : Cambrien ; (Edi) : Édiacarien. Pour plus de précision si possible, (-) : inférieur ; (~) : moyen ; (+) : supérieur.

```
▲

└─o 
Carnivoramorpha

  ├─o 
Viverravidae
 (éteint)
  └─o
    ├─o 
Miacidae
 
(paraphylétique)
 (éteint)
    └─o 
Carnivora
 
s.s.

      ├─o 
Feliformia

      │ ├─o 
Nimravidae
 (éteint)
      │ ├─o
      │ │ ├─o 
Stenoplesictidae
 (éteint)
      │ │ └─o 
Percrocutidae
 (éteint)
      │ └─o 
Aeluroidea

      │   ├─o 
Nandiniidae

      │   └─o
      │     ├─o
      │     │ ├─o 
Prionodontidae

      │     │ └─o
      │     │   ├─o 
Barbourofelidae
 (éteint)
      │     │   └─o 
Felidae

      │     └─o
      │       ├─o 
Viverridae

      │       └─o 
Herpestoidea

      │         ├─o 
Hyaenidae

      │         └─o
      │           ├─o 
Herpestidae

      │           └─o 
Eupleridae

      │
      └─o 
Caniformia

        ├─o 
Amphicyonidae
 (éteint)
        └─o 
Canoidea

          ├─o 
Canidae
 ou Cynoidea
          └─o 
Arctoidea

            ├─o 
Ursoidea

            │  ├─o 
Hemicyonidae
 (éteint)
            │  └─o 
Ursidae

            │
            └─o
              ├─o 
Pinnipedimorpha

              │ ├─o 
Enaliarctidae
 (éteint)
              │ └─o 
Pinnipedia

              │   ├─o 
Otaroidea

              │   │ ├─o 
Otariidae

              │   │ └─o 
Odobenidae

              │   └─o 
Phocidae

              └─o 
Musteloidea

                └─o
                  ├─o 
Ailuridae

                  └─o
                    ├─o 
Mephitidae

                    └─o
                      ├─o 
Procyonidae

                      └─o 
Mustelidae
```

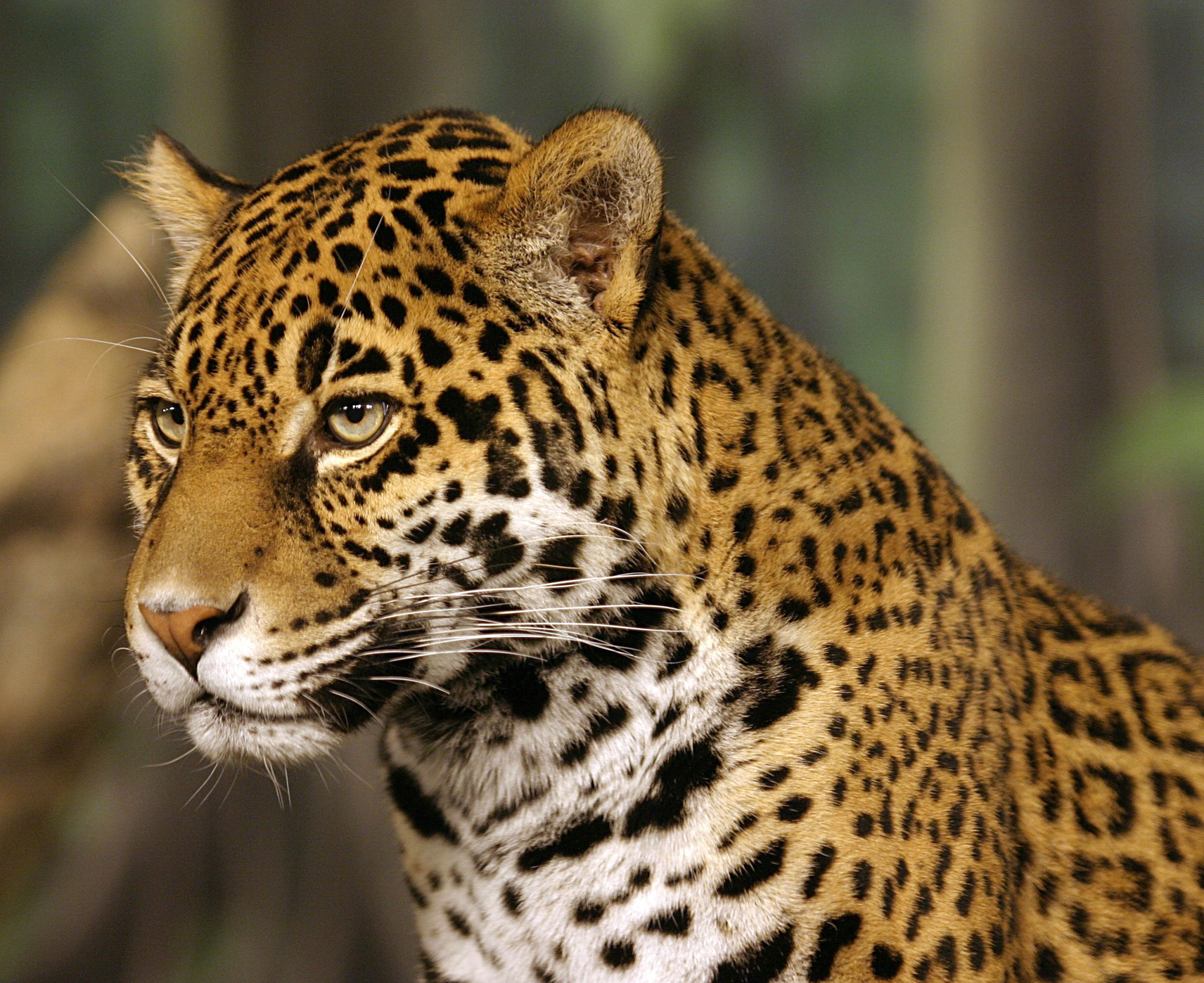
Jaguar (Panthera onca, Felidae).
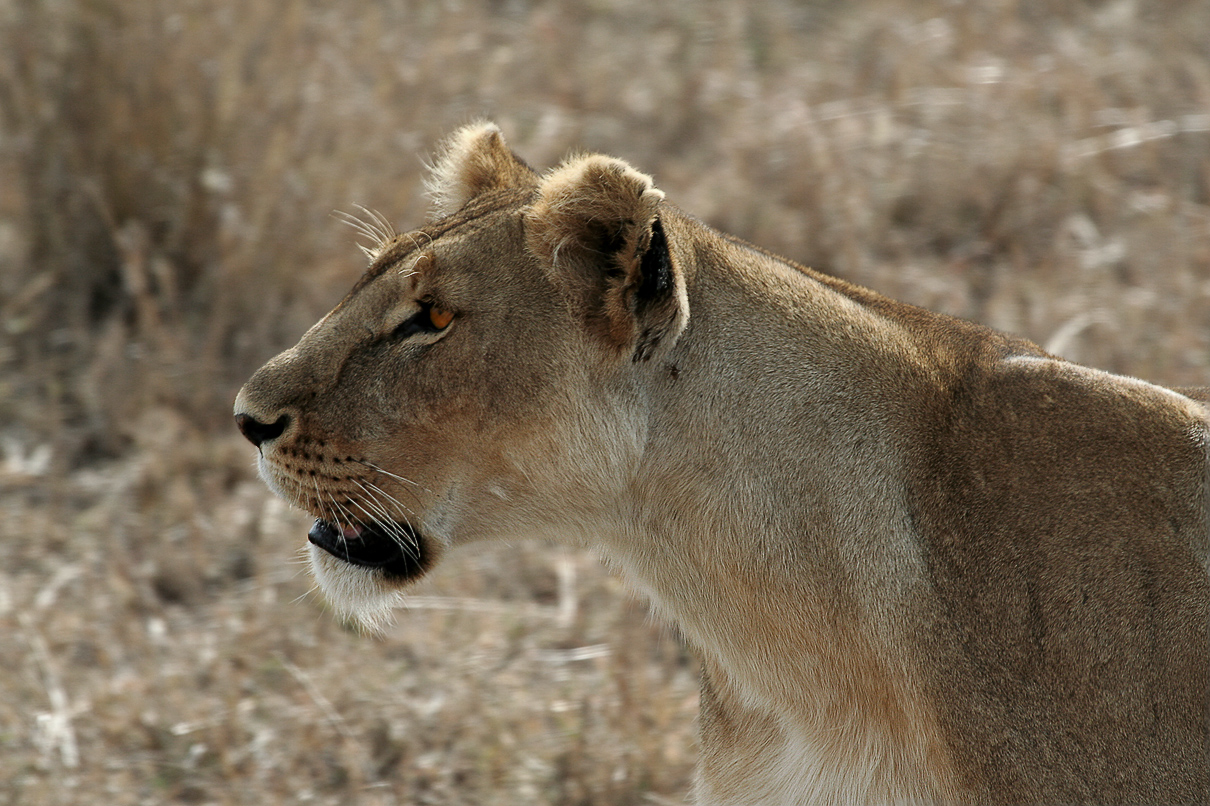
Lionne d'Afrique (Panthera leo, Felidae).
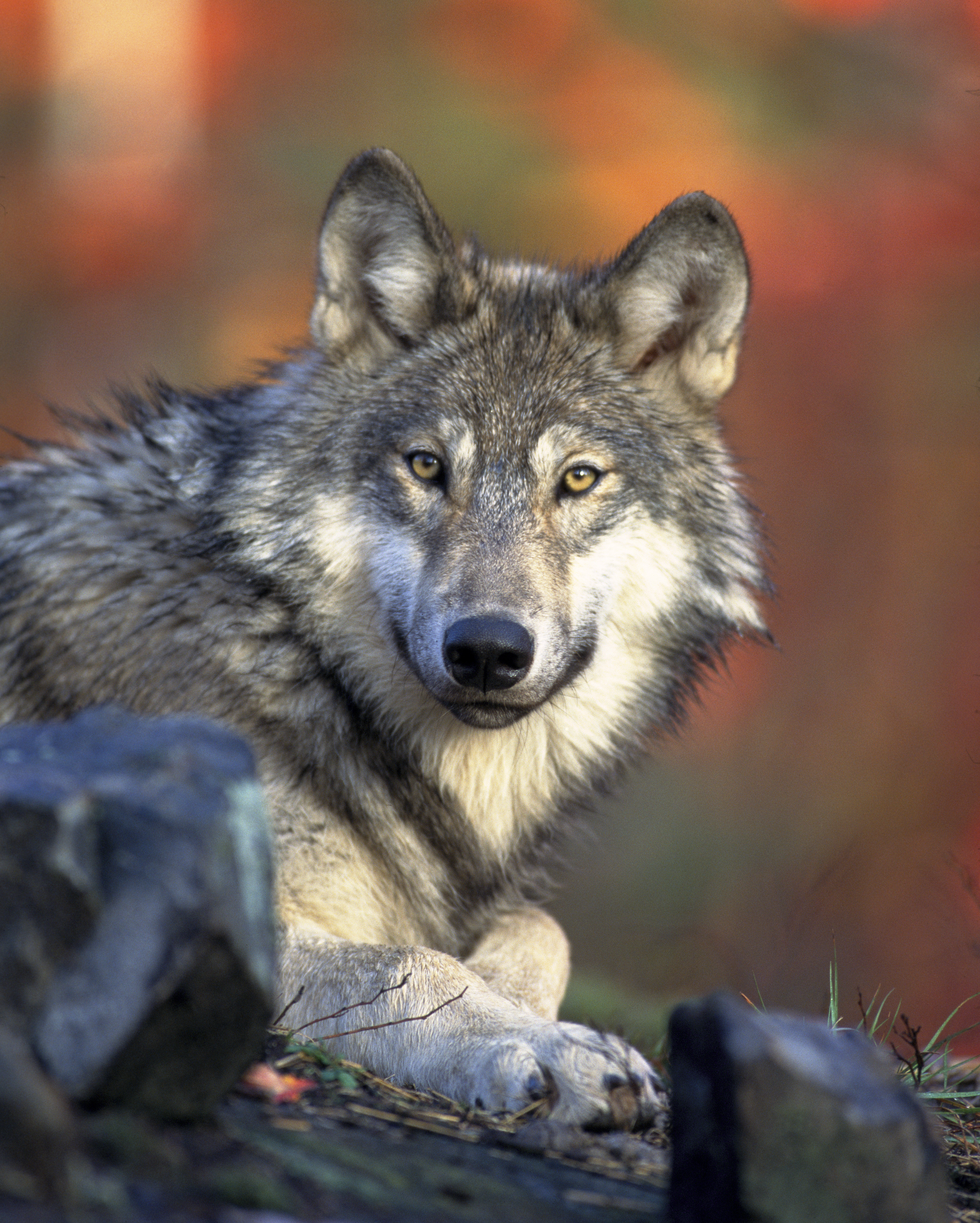
Loup d'Amérique (Canis lupus).
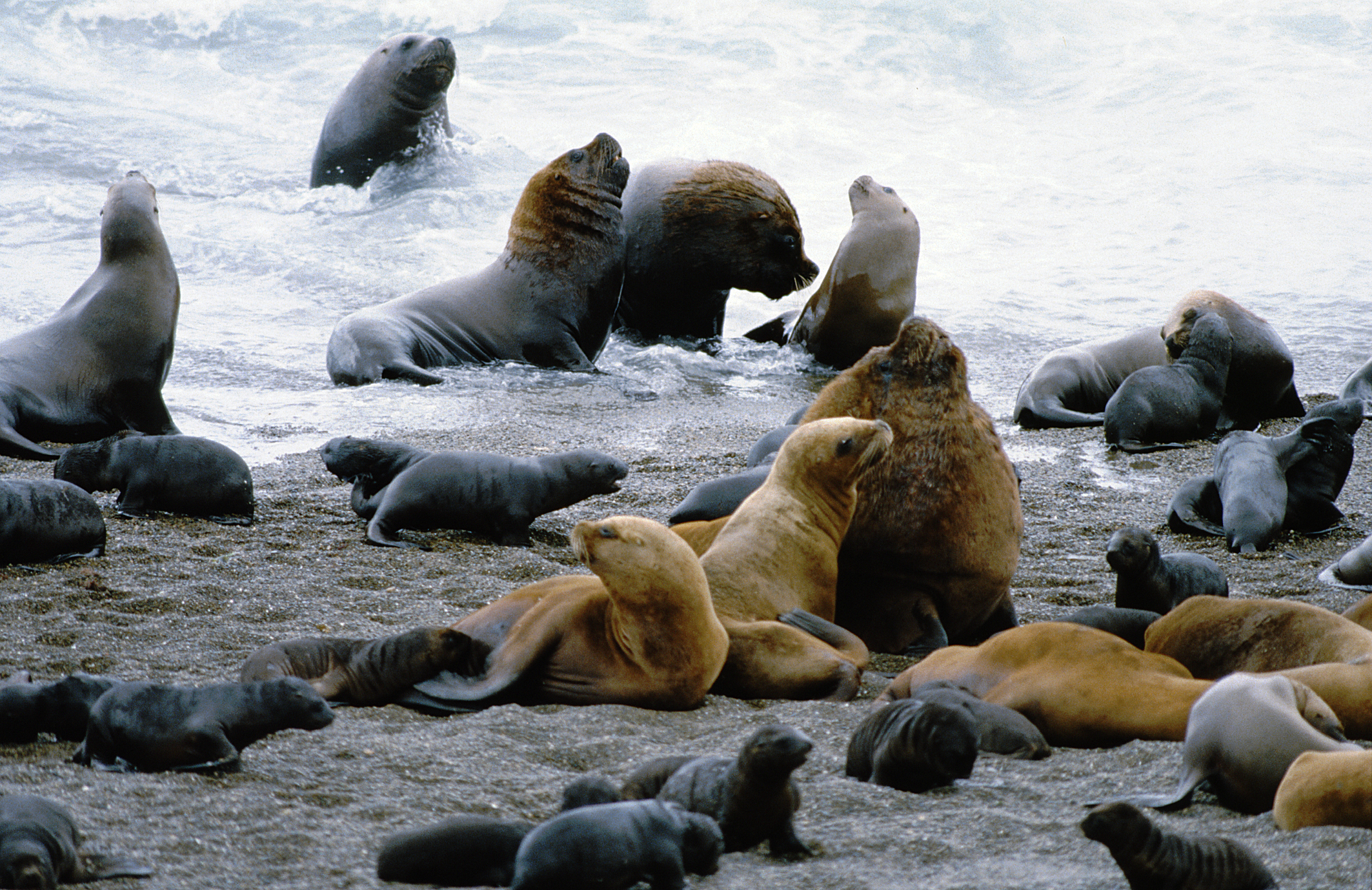
Otaries à fourrure (Otaria flavescens, Pinnipedia, Otariidae).
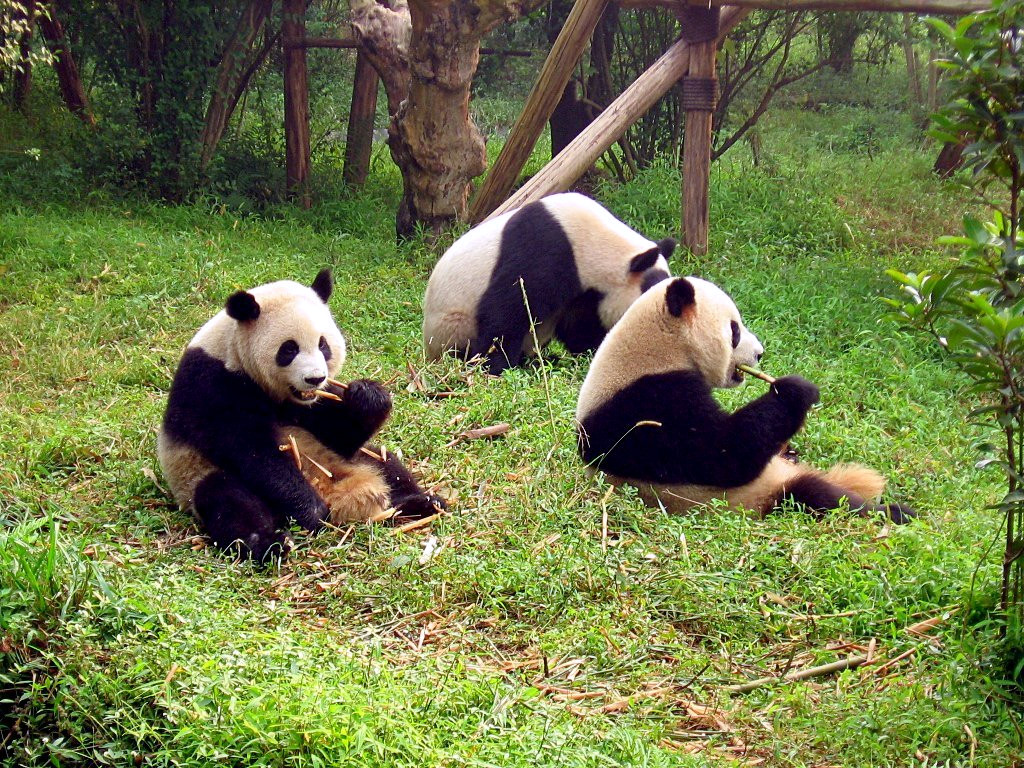
Le panda géant est herbivore(Ailuropoda melanoleuca, Ursidae).

## En savoir plus

### Sources bibliographiques de référence
- Klaus-Peter Koepfli, Kerry A. Deere, Graham J. Slater, Colleen Begg, Keith Begg, Lon Grassman, Mauro Lucherini, Geraldine Veron et Robert K. Wayne (2008) « Multigene phylogeny of the Mustelidae: Resolving relationships, tempo and biogeographic history of a mammalian adaptive radiation », BMC Biology, 6:10
- Jeff W. Higdon, Olaf R. P. Bininda-Emonds, Robin M. D. Beck et Steven H. Ferguson (2007) « Phylogeny and divergence of the pinnipeds (Carnivora: Mammalia) assessed using a multigene dataset », BMC Evolutionary Biology, 7:216
- Tara L. Fulton et Curtis Strobeck (2006) « Molecular phylogeny of the Arctoidea (Carnivora): Effect of missing data on supertree and supermatrix analyses of multiple gene data sets », Molecular Phylogenetics and Evolution, 41 (1), pp. 165-181
- John Flynn, John Finarelli, Sarah Zehr, Johnny Hsu et Michael Nedbal (2005) «  Molecular Phylogeny of the Carnivora (Mammalia): Assessing the Impact of Increased Sampling on Resolving Enigmatic Relationships », Systematic Biology, 54 (2), pp. 317-337